# Jan de Visscher
Pour les articles homonymes, voir Visscher.
Jan de Visscher ou Johannes de Visscher (ca. 1636, Haarlem – ca. 1692, Amsterdam) est un graveur (principalement de reproduction) et dessinateur néerlandais, devenu peintre en fin de carrière.

## Biographie
Jan de Visscher est né à Haarlem vers 1636.

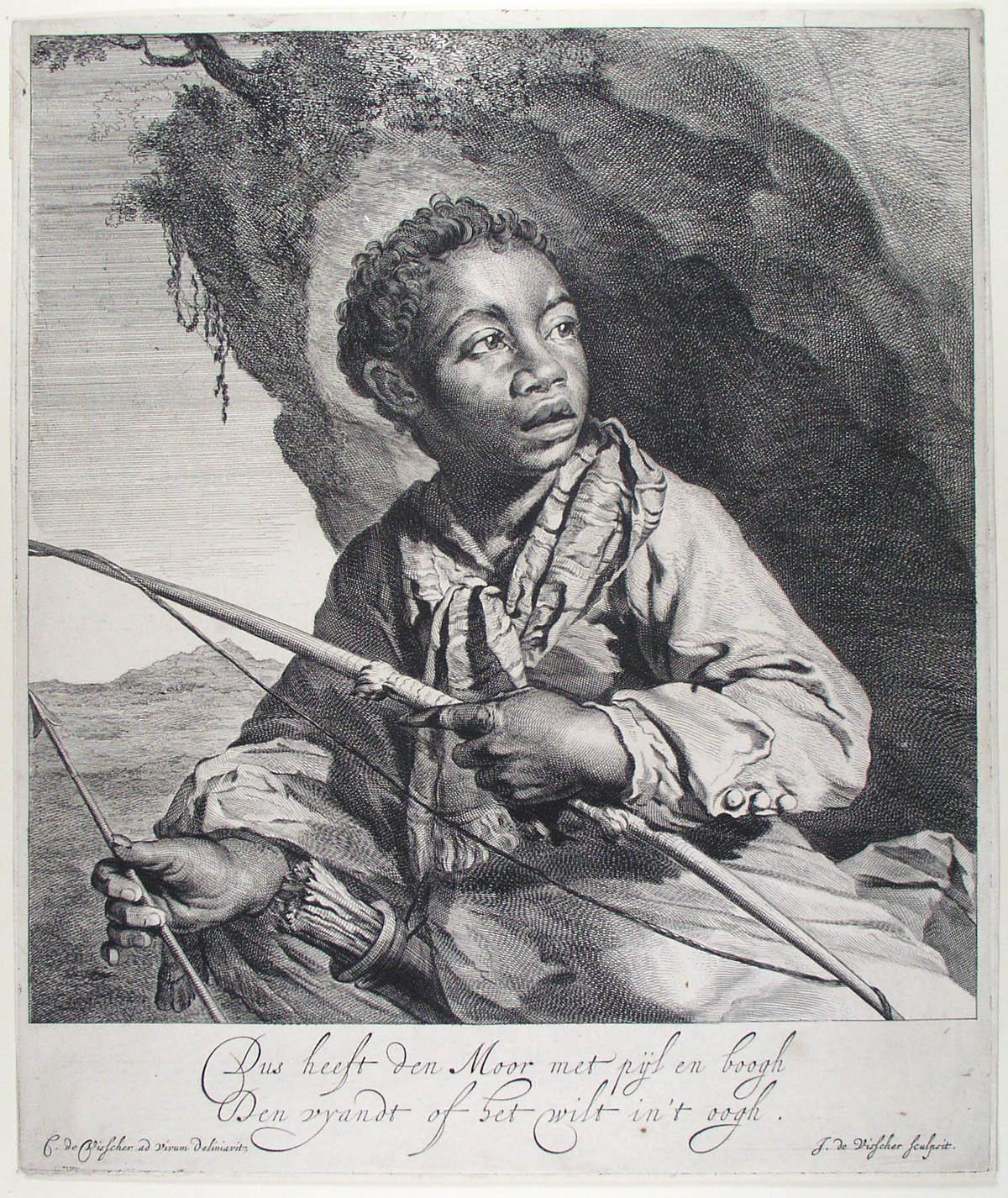
Le Maure, eau-forte d'après un dessin de son frère Cornelis.

Selon l'historien de l'art néerlandais du XVIIe siècle Arnold Houbraken, Visscher est un aquafortiste habile qui a réalisé des estampes renommées en son temps d'après Philips Wouwerman et Nicolaes Berchem — notamment une série de quatre planches intitulée Diversa Animalia Quadrupedia, d'après ce dernier. Il a réalisé de nombreuses estampes d'après des peintres célèbres de Haarlem tels qu'Adriaen van Ostade, Jan van Goyen et son frère Cornelis.
Il est devenu peintre sur le tard, à 56 ans, en se formant auprès du peintre de paysage Michiel Carree (en). Houbraken a consulté directement Carree à propos de Visscher, et le maître a prétendu que Visscher était devenu aussi bon que lui pour les paysages italianisants. Aucun tableau de Visscher n'est connu aujourd'hui.
Toujours selon Houbraken, il aurait rendu visite à Pieter de Molyn quand ce dernier était incarcéré à Gênes pour avoir tué son épouse.
Jan de Visscher a eu deux frères, Cornelis et Lambert, tous les deux également graveurs.
Des documents le signalent à Amsterdam en 1692, mais aucun ne fait état de sa mort. Houbraken ayant écrit sa biographie au passé en 1712, on estime la date de sa mort entre 1692 et cette année-là, dans la capitale néerlandaise,.

## Œuvres
- Portrait d'une jeune fille tenant un éventail, pierre noire et estompe sur vélin, 283 × 211 mm[5]. Paris, Beaux-Arts de Paris[6]. La jeune fille est représentée de profil, son visage est de trois quarts et son regard fixe le spectateur. Dans ce portrait délicat réalisé en 1659, le dessinateur rend compte subtilement des jeux de lumière ainsi que du rendu des étoffes. Les lignes verticales de la composition rappellent le Portrait d'une femme debout tenant un gant dans sa main gauche, daté de 1658.